# Europa FC
Europa FC – gibraltarski klub piłkarski.

## Historia
Chronologia nazw:
- 1925–198?: Europa F.C.
- 198?–2010: College Cosmos F.C.
- 2010–2012: College Pegasus F.C.
- 2012–2015: College Europa F.C.
- 2015-...: Europa FC

Europa F.C. został założony w 1925 roku w Gibraltarze. Zespół na początku swojej historii występował przeważnie w First Division, a potem spadł do niższych lig. W sezonie 1928/29 klub zdobył swój pierwszy tytuł mistrzowski Gibraltaru. W latach 80. XX wieku połączył się z College i przyjął nazwę College Cosmos F.C.. W sezonie 1998/99 zespół zajął 3. miejsce w Division 3 i awansował do Division 2. W sezonie 2008/09 zdobył mistrzostwo ligi i awansował do First Division. W przyszłym roku College zakończył rozgrywki na ostatnim 7. miejscu i powrócił do Division 2. W 2010 roku klub zmienił nazwę na College Pegasus F.C.. Od 2012 występował jako College Europa F.C.. W sezonie 2012/13 zajął 1. miejsce w drugiej dywizji i zdobył awans do Gibraltar Premier Division. W 2015 roku zmienił nazwę na Europa FC.

## Sukcesy

### Trofea międzynarodowe
| \| \| Zdobyte trofea w rozgrywkach międzynarodowych (stan na: 31-07-2015) \| |                                                                     |      |          |
| Rozgrywki                                                                    | Osiągnięcie                                                         | Razy | Sezon(y) |
| · Liga Mistrzów · (Puchar Europy)                                            | zdobywca                                                            | 0    |          |
| · Liga Mistrzów · (Puchar Europy)                                            | finalista                                                           | 0    |          |
| · Liga Europy · (Puchar UEFA)                                                | zdobywca                                                            | 0    |          |
| · Liga Europy · (Puchar UEFA)                                                | finalista                                                           | 0    |          |
| · Liga Europy · (Puchar UEFA)                                                | 1 runda kw.                                                         | 1    | 2014/15  |
| FIFA                                                                         | Zdobyte trofea w rozgrywkach międzynarodowych (stan na: 31-07-2015) |      |          |

### Trofea krajowe
| \| \| Zdobyte trofea w rozgrywkach Gibraltaru (stan na: 30-06-2017) \| |                                                               |      |                                          |
| Rozgrywki                                                              | Osiągnięcie                                                   | Razy | Sezon(y)                                 |
| · Mistrzostwo                                                          | I miejsce                                                     | 7    | 1929, 1930, 1932, 1933, 1938, 1952, 2017 |
| · Mistrzostwo                                                          | II miejsce                                                    | 6    | 2015, 2016, 2018, 2019, 2021, 2022       |
| · Mistrzostwo                                                          | III miejsce                                                   | 0    |                                          |
| Puchar                                                                 | zdobywca                                                      | 6    | 1938, 1946, 1950, 1951, 1952, 2017       |
| Puchar                                                                 | finalista                                                     | 1    | 2014                                     |
| II liga                                                                | I miejsce                                                     | 2    | 2009, 2013                               |
| II liga                                                                | II miejsce                                                    | 1    | 2012                                     |
| II liga                                                                | III miejsce                                                   | 0    |                                          |
| Gibraltar                                                              | Zdobyte trofea w rozgrywkach Gibraltaru (stan na: 30-06-2017) |      |                                          |

## Stadion
Klub rozgrywał swoje mecze domowe na Victoria Stadium w Gibraltarze, który może pomieścić 2249 widzów.

## Europejskie puchary
Legenda do wszystkich tabel:
- Q – runda eliminacyjna, 1/16, 1/8, 1/4, 1/2 – odpowiednia faza rozgrywek, Grupa – runda grupowa, 1r gr – pierwsza runda grupowa, 2r gr – druga runda grupowa, F – finał, R – runda, PO – play-off
- k. – rzuty karne, los. – losowanie, Dogr. – dogrywka, w. – zasada bramek strzelonych na wyjeździe

| Sezon   | Rozgrywki               | Runda | Klub              | Dom     | Wyjazd  | Ogólnie    |
| ------- | ----------------------- | ----- | ----------------- | ------- | ------- | ---------- |
| 2014/15 | Liga Europy             | 1Q    | FC Vaduz          | 0–1     | 0–3     | 0–4        |
| 2015/16 | Liga Europy             | 1Q    | Slovan Bratysława | 0–6     | 0–3     | 0–9        |
| 2016/17 | Liga Europy             | 1Q    | Piunik Erywań     | 2–0     | 1–2     | 3–2        |
| 2016/17 | Liga Europy             | 2Q    | AIK Fotboll       | 0–1     | 0–1     | 0–2        |
| 2017/18 | Liga Mistrzów           | 1Q    | The New Saints    | 1–3     | 2–1     | 3–4, Dogr. |
| 2018/19 | Liga Europy             | PQ    | FC Prishtina      | 1–1     | 0–5     | 1–6        |
| 2019/20 | Liga Europy             | PQ    | UE Sant Julià     | 4–0     | 2–3     | 6–3        |
| 2019/20 | Liga Europy             | 1Q    | Legia Warszawa    | 0–0     | 0–3     | 0–3        |
| 2020/21 | Liga Mistrzów           | 1Q    | Crvena zvezda     | 0–5 (W) | 0–5 (W) | 0–5 (W)    |
| 2020/21 | Liga Europy             | 2Q    | Djurgårdens IF    | 1–2 (W) | 1–2 (W) | 1–2 (W)    |
| 2021/22 | Liga Konferencji Europy | 1Q    | Žalgiris Kowno    | 0–0     | 0–2     | 0–2        |
| 2022/23 | Liga Konferencji Europy | 1Q    | Víkingur Gøta     | 1–2     | 0–1     | 1–3        |
| 2023/24 | Liga Konferencji Europy | 1Q    | Dukagjini         | 2–3     | 1–2     | 3–5        |